# Kimiya Sato
Kimiya Satō (佐藤 公哉, Satō Kimiya) est un pilote automobile japonais né le 5 octobre 1989 à Kobe au Japon. Il a remporté de nombreuses victoires dans divers championnats de monoplaces et est le champion 2014 de l'Auto GP.

## Carrière

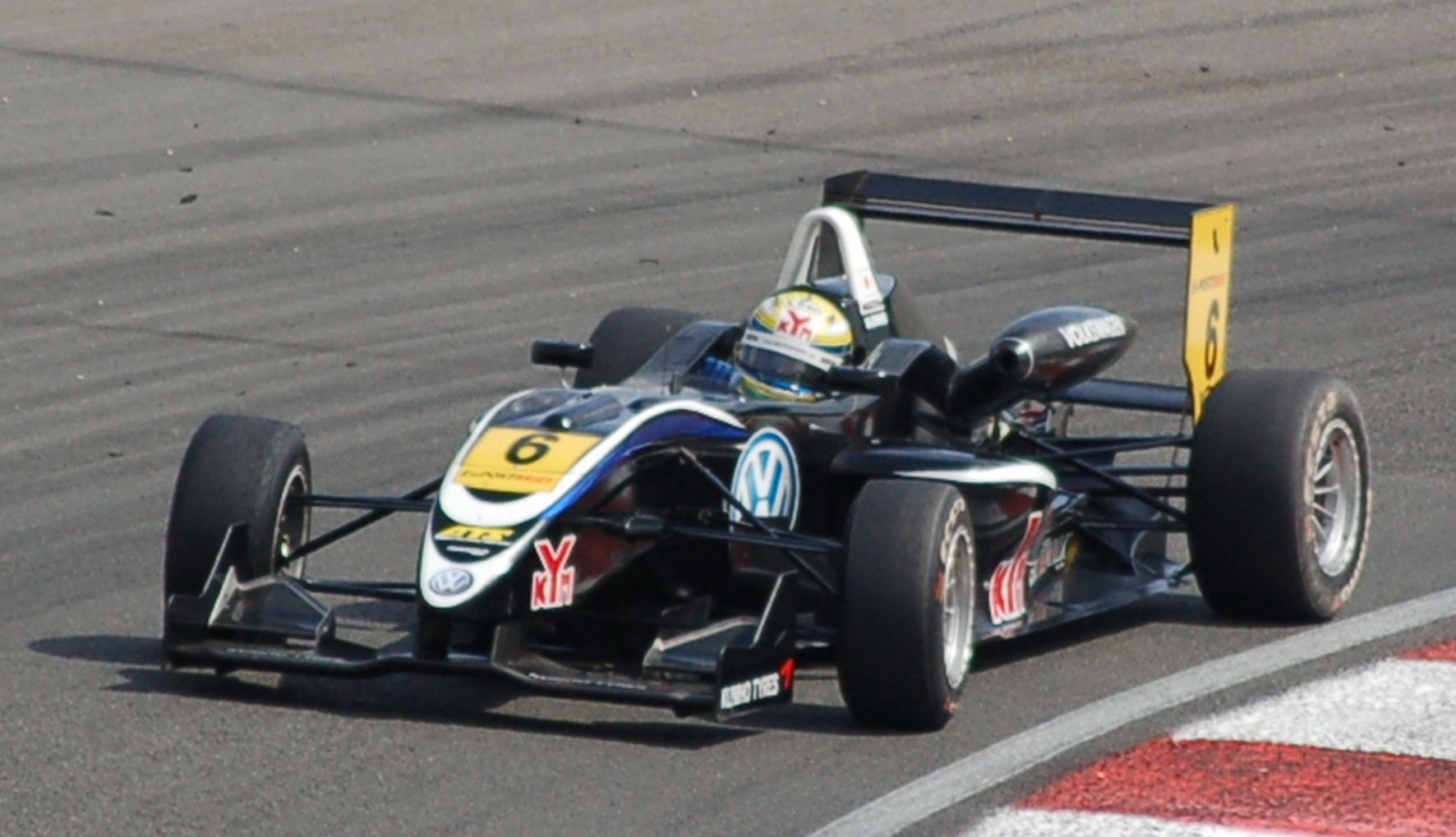
Satō à Zandvoort en 2011 lors des Masters de Formule 3.

Kimiya Satō commence sa carrière en 2004 en karting dans le championnat d'Asie-Pacifique. Il passe ensuite en 2006 dans le championnat de Grande-Bretagne de Formule BMW terminant dixième avec 39 points lors de sa première saison. Il retente l'expérience l'année suivante, améliorant ses performances puisqu'il est classé quatrième avec une victoire, un meilleur tour, une pole position et un podium. Il termine par ailleurs treizième de la finale mondiale.

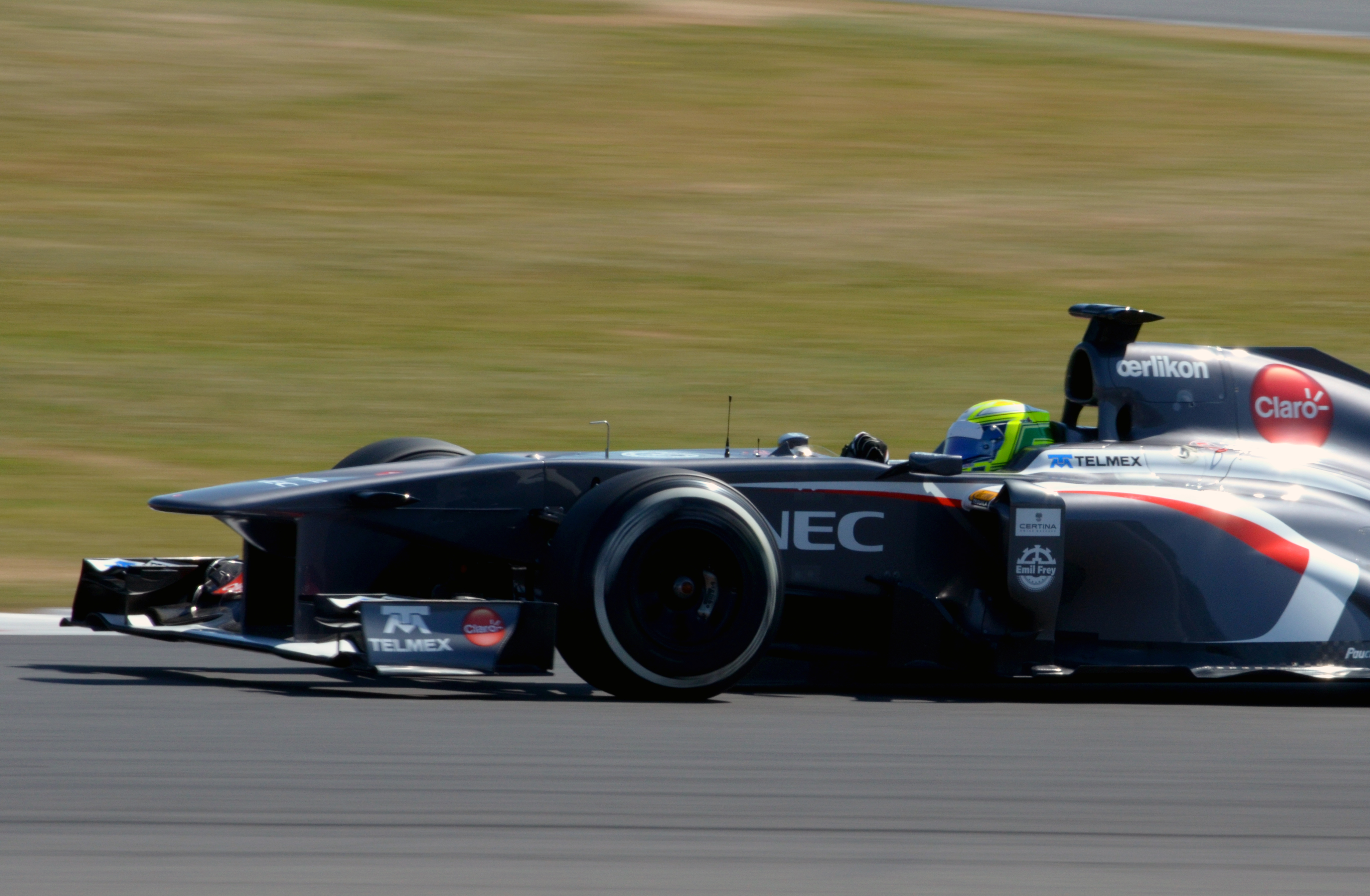
Kimiya Satō sur la Sauber C32 lors des essais jeunes de 2013 à Silverstone.

En 2008, il participe au Formula Challenge Japan où il termine dauphin avec une victoire, une pole position, trois meilleurs tours et huit podiums, ainsi qu'à une course du championnat du Pacifique de Formule BMW où il finit sur le podium.
En 2009, on le retrouve au championnat du Japon de Formule 3 où il se classe deuxième avec trois victoires, deux pole positions, deux meilleurs tours et dix podiums.
L'année suivante, il retente l'expérience et se classe quatrième. Il termine également vingt-quatrième du Grand Prix de Macao.

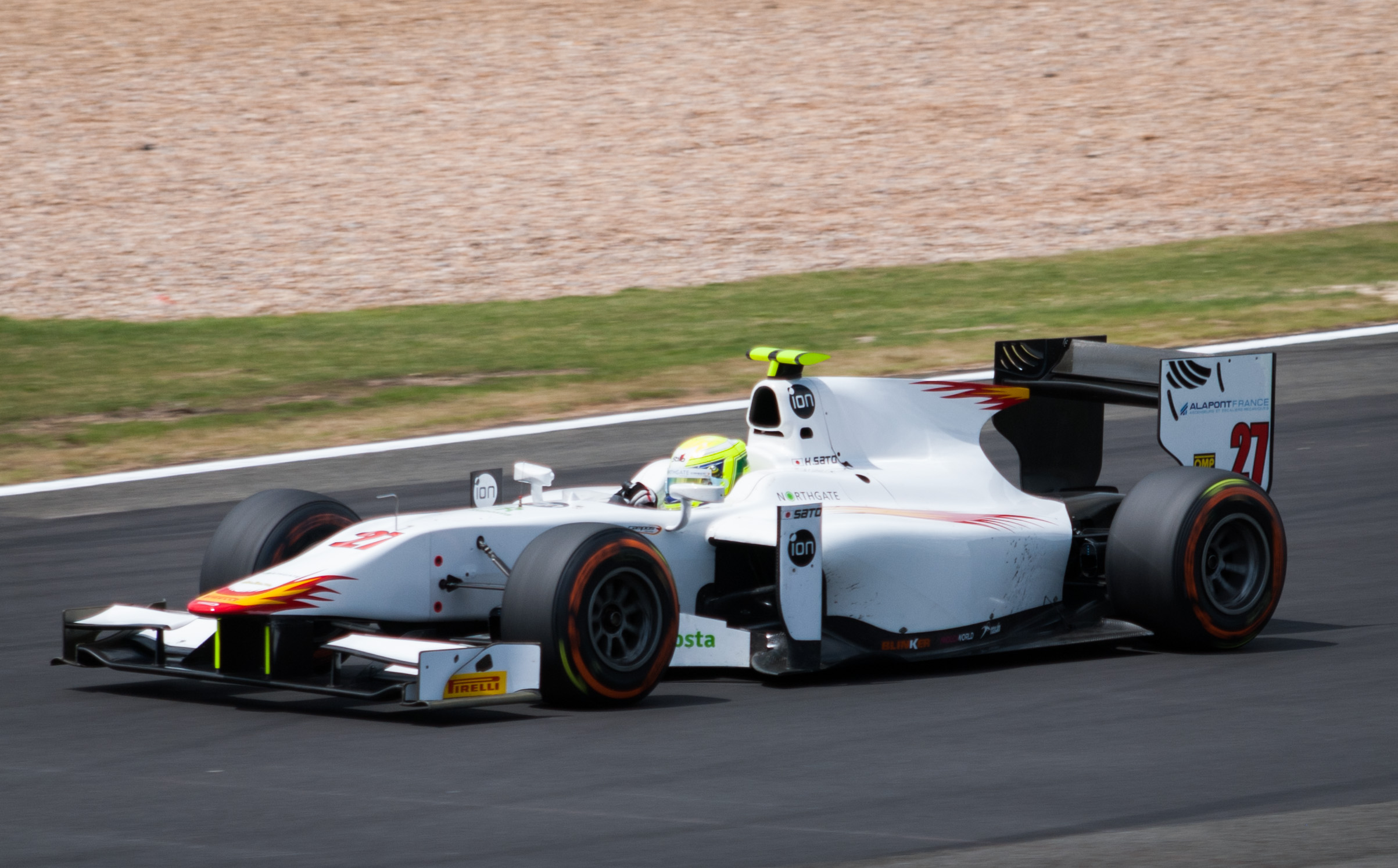
Kimiya Satō lors des GP2 Series 2014 à Silverstone.

En 2011, il s'engage dans le championnat d'Europe de Formule 3 ainsi qu'au FIA Formula 3 International Trophy où il finit respectivement dixième et neuvième. Il termine également douzième du Grand Prix de Macao et des Masters de Formule 3.
En 2012, il s'engage dans le championnat d'Allemagne de Formule 3 où il sera classé troisième avec quatre victoires, trois pole positions, sept meilleurs tours et douze podiums.
En 2013, il participe à l'Auto GP, terminant deuxième, ce qui lui permet de décrocher une place de pilote essayeur chez Sauber en Formule 1.
En 2014, il participe aux GP2 Series terminant à une modeste vingt-septième place mais sera néanmoins le champion du monde d'Auto GP avec six victoires, une pole position, sept meilleurs tours et dix podiums.
Depuis 2015, il court en Super GT dans la catégorie GT300 avec une Lamborghini Gallardo puis une Huracan, pour JLOC.

### Résultats en monoplace
| Saison | Championnat                     | Écurie             | Courses         | Victoires       | Pole positions  | Meilleurs tours | Podiums         | Points          | Classement      |
| ------ | ------------------------------- | ------------------ | --------------- | --------------- | --------------- | --------------- | --------------- | --------------- | --------------- |
| 2006   | Formule BMW                     | Rowan Motorsport   | 20              | 0               | 0               | 0               | 0               | 39              | 10e             |
| 2007   | Formule BMW                     | Nexa Racing        | 18              | 1               | 1               | 1               | 1               | 510             | 4e              |
| 2007   | Formule BMW World Final         | Team Loctite       | 1               | 0               | 0               | 0               | 0               | N/A             | 13e             |
| 2008   | Formula Challenge Japan         | pas d'écurie       | 16              | 1               | 1               | 3               | 8               | 171             | 2e              |
| 2008   | Formule BMW Pacifique           | Eurasia Motorsport | 1               | 0               | 0               | 0               | 1               | N/A             | -               |
| 2009   | Formule 3 japonaise             | Team Nova          | 16              | 3               | 2               | 2               | 10              | 89              | 2e              |
| 2010   | Formule 3 japonaise             | Team Nova          | 16              | 1               | 0               | 1               | 5               | 43              | 4e              |
| 2011   | Formule 3 Euro Series           | Motopark Academy   | 27              | 1               | 0               | 0               | 2               | 86              | 10e             |
| 2011   | Trophée international Formule 3 | Motopark Academy   | 6               | 0               | 0               | 0               | 0               | 7               | 9e              |
| 2011   | Masters de Formule 3            | Motopark Academy   | 1               | 0               | 0               | 0               | 0               | N/A             | 12e             |
| 2012   | Formule 3 allemande             | Lotus              | 27              | 4               | 3               | 7               | 12              | 86              | 3e              |
| 2013   | Auto GP                         | Euronova Racing    | 16              | 5               | 0               | 5               | 9               | 213             | 2e              |
| 2013   | Formule 1                       | Sauber             | Pilote d'essais | Pilote d'essais | Pilote d'essais | Pilote d'essais | Pilote d'essais | Pilote d'essais | Pilote d'essais |
| 2014   | GP2 Series                      | Campos Racing      | 20              | 0               | 0               | 0               | 0               | 2               | 27e             |
| 2014   | Auto GP                         | Euronova Racing    | 12              | 6               | 1               | 7               | 10              | 221             | Champion        |